# Jižní Hamgjong
Provincie Jižní Hamgjong (korejsky 함경남도 – 咸鏡南道; Hamgjŏngnam-do) je jedna z provincií Severní Koreje. Vznikla v roce 1896 na území jižní poloviny historické korejské provincie Hamgjong, má rozlohu 18 970 čtverečních kilometrů a v roce 2008 v ní žily zhruba 3 miliony obyvatel. Jejím hlavním městem je Hamhung.

## Poloha
Jižní Hamgjŏng leží v středovýchodní části země na břehu Japonského moře, s kterým sousedí na východě. Na severovýchodě hraničí se Severním Hamgjongem, na severu s Rjanggangem, na severozápadě s Čagangem, na jihozápadě s Jižním Pchjonganem a na jihu s Kangwonem.

## Členění
Správně se Jižní Hamgjŏng člení na tři města, Hamhung, Sinpcho a Tančchon, dva distrikty Sudong a Kumho a 15 okresů.

## Zajímavost
Narodil se zde gymnasta Ri Se-gwang.